# 109 Herculis
109 Herculis è una stella della costellazione di Ercole. Con una magnitudine apparente di +3,84 è la dodicesima stella più brillante della costellazione. Dista 119 anni luce dal sistema solare.

## Osservazione
Grazie alla sua posizione non fortemente boreale, può essere osservata dalla gran parte delle regioni della Terra, sebbene gli osservatori dell'emisfero nord siano più avvantaggiati. Nei pressi del circolo polare artico appare circumpolare, mentre resta sempre invisibile solo in prossimità dell'Antartide. Essendo di magnitudine 3,84, la si può osservare anche dai piccoli centri urbani senza difficoltà, sebbene un cielo non eccessivamente inquinato sia maggiormente indicato per la sua individuazione.
Il periodo migliore per la sua osservazione nel cielo serale ricade nei mesi compresi fra maggio e settembre; da entrambi gli emisferi il periodo di visibilità rimane indicativamente lo stesso, grazie alla posizione della stella non lontana dall'equatore celeste.

## Caratteristiche fisiche
La stella è una gigante arancione di tipo spettrale K2III con una massa paragonabile a quella solare. Avendo terminato l'idrogeno nel suo nucleo da trasformare in elio si è evoluta in gigante, aumentando il suo raggio a 13 volte quello del Sole e la sua luminosità a 55 L⊙. 